# Pierre Etchebaster

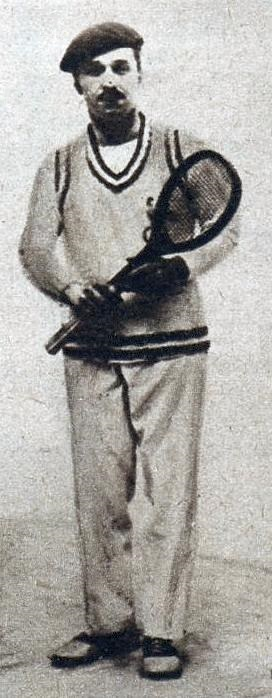
Pierre Etchebaster, toujours en 1928.

Pierre Etchebaster est un joueur de paume et de pelote basque né le 8 décembre 1893 à Saint-Jean-de-Luz et mort dans la même ville le 24 mars 1980. Il a gagné huit titres de champion du monde.

## Carrière
À 18 ans en 1911, il est déjà champion de France de pelote basque à chistera, associé aux frères Sébédio.
Pierre Etchebaster commence le jeu de paume en 1922 sous l'impulsion du couturier et président du Tennis club de Paris, Jacques Worth,. En 1928, à Londres, il décroche sa première victoire lors des championnats du monde. Il défendit sept fois son titre avec succès, et prit sa retraite en 1954 à 60 ans. En 1928, il devient également champion des États-Unis de courte paume, à Philadelphie, face au tenant du titre Jack Soutar.
Son record du nombre de titres mondiaux fut égalé en 2006 par Robert Fahey, puis battu en 2008, lorsque l'Australien remporta son neuvième titre consécutif.

## Honneurs
Il obtient la Légion d'honneur en 1955. En 1978 il est introduit à l'International Tennis Hall of Fame.
Sa tombe est visible au cimetière ancien de Saint-Jean-de-Luz.